# Henri Brincard
Pour les articles homonymes, voir Brincard (homonymie).
Henri Brincard, né le 18 novembre 1939 à Savennières (Maine-et-Loire), et mort le 14 novembre 2014 à Caluire-et-Cuire (Rhône) , est un évêque français, religieux chez les Chanoines réguliers de Saint Augustin et évêque du Puy de 1988 à sa mort.

## Biographie

### Famille
Henri Brincard est issu d'une famille titrée sous la Restauration : Joseph-Antoine Brincard (1777-1823) est créé baron héréditaire en 1818. Ce titre a été relevé par réversion par une branche cadette en 1866. À cette famille appartient également le baron Georges Brincard (1871-1953), président du Crédit lyonnais de 1922 à 1945. Petit-fils du baron Georges Brincard, il est le fils de Charles-Henri Brincard (1899-1970) et de Marie-Béatrice de Liedekerke (1912-1996), le neveu de Geneviève Brincard et de Melchior de Vogüé (1893-1965), et le cousin germain d'Antoine de Vogüé (1923-1998) et du P. Adalbert de Vogüé (1924-2011), bénédictin.

### Formation
Après des études secondaires à l'École des Roches, collège de Normandie à Clères, de 1952 à 1958, Henri Brincard obtient le diplôme de l'École nationale des chartes en 1965, puis il entre au séminaire des Carmes à Paris et poursuit sa formation à l'université catholique de Fribourg en Suisse où il obtient des licences en philosophie et en théologie.

### Principaux ministères
Après avoir fait sa profession religieuse chez les chanoines réguliers de saint Augustin, il est ordonné prêtre le 23 août 1975.
Il exerce essentiellement son ministère sacerdotal dans la formation, enseignant à l'abbaye Saint-Pierre à Champagne-sur-Rhône, à la communauté Saint Jean à Rimont et à la Grande Chartreuse.
Nommé évêque du Puy-en-Velay le 8 août 1988, il est consacré le 2 octobre 1988. Pendant les 27 années de son épiscopat, il marque la cathédrale Notre-Dame du Puy par son action de restauration du bâtiment et du mobilier liturgique, tout en accompagnant l'essor du pèlerinage de Saint-Jacques-de-Compostelle. 
Il est élu membre du bureau d'études doctrinales de la conférence des évêques de France en 1993.
Au sein de la conférence des évêques de France, après avoir été membre de la commission de la famille, il fut membre du Conseil pour la pastorale des enfants et des jeunes et chargé des questions concernant les archives de l'Église de France.
Il fut par ailleurs évêque accompagnateur de l'association des œuvres mariales et évêque accompagnateur de l'aumônerie des Français de l'étranger.
En mai 2008, il donne une conférence à Radio Vatican pour expliquer ce que signifie le terme co-rédemptrice. Il est nommé ensuite délégué pontifical pour régler le problème de la branche contemplative des Sœurs de Saint-Jean concernant le refus de la majorité des religieuses d'entériner le choix par Philippe Barbarin d'une nouvelle prieure à la tête de la communauté. Finalement, cela n'empêche pas l'éclatement de la communauté et la fondation d'une nouvelle famille religieuse, Maria Stella Matutina, regroupant la plupart des sœurs, recueillies à Bergara dans le Pays basque espagnol, par l'évêque de Saint-Sébastien.
Malade depuis un an, il meurt à Caluire le 14 novembre 2014. Ses obsèques sont célébrées le 19 novembre par le cardinal Barbarin en la cathédrale Notre-Dame du Puy, où il est inhumé.

## Prises de position

### À propos du Téléthon
Le 5 octobre 2007, Henri Brincard organise une rencontre dans son diocèse du Puy avec des responsables nationaux et locaux de l'Association française contre les myopathies (AFM), apportant ainsi sa pierre au débat sous le signe du dialogue. Cela a été pour lui l'occasion de rappeler, au-delà des positions légales, les enjeux éthiques de la question de la recherche sur l'embryon humain. Il conclut par le souhait « que le Téléthon concilie toujours mieux le respect de la dignité humaine et une recherche médicale qui ne peut, sous prétexte d’une fallacieuse efficacité, oublier cette dignité. »

### Sur la franc-maçonnerie
En 2002, il prend clairement position sur la franc-maçonnerie, réaffirmant que l'on ne peut à la fois se dire catholique et franc-maçon, rappelant l'opposition d'une culture fondée sur l'Évangile à celle fondée sur la tradition historique d'un humanisme républicain anti-chrétien,.

### Sur l'avortement
En janvier 2008, il affirme que « l'avortement porte atteinte à la cohésion sociale ». Il explique qu'au-delà de la volonté de banalisation de la société, l'avortement n'est jamais un acte banal, mais une atteinte violente à la dignité du corps de la femme.

### À propos de la pièce « Sur le concept du visage du fils de Dieu» de Castellucci
Dans un communiqué publié le 17 novembre 2011, il « estime que la pièce de Castellucci est (...) violente, pénible et inutilement provocante » .

## Distinction
Le 14 juillet 2005, il est promu officier de la Légion d'honneur.